# Station 19 (2.ª temporada)
A segunda temporada da série de televisão dramática estadounidense Station 19 foi encomendada em 11 de maio de 2018 pela ABC, estreou em 4 de outubro de 2018 e foi finalizada em 16 de maio de 2019, contando com 17 episódios. Desses 17 episódios, 2 foram eventos crossover com Grey's Anatomy. A temporada foi produzida pela ShondaLand e ABC Studios, com Shonda Rhimes e Betsy Beers como produtoras executivas, Paris Barclay como diretor de produção e produtor executivo da série e Stacy McKee servindo como a showrunner e produtora executiva. A temporada foi ao ar na temporada de transmissões de 2018-19 às noites de quinta-feira às 21h, horário do leste dos EUA, como parte da programação TGIT, junto com Grey's Anatomy e How to Get Away with Murder.
Esta é a primeira temporada a contar com uma mudança no elenco principal. Boris Kodjoe, que inicialmente se juntou ao elenco recorrente da série, se juntou ao elenco principal no sétimo episódio, intitulado "Weather the Storm". Também é a última temporada a contar com Alberto Frezza como Ryan Tanner no elenco principal. A criadora e showrunner da série, Stacy McKee, também deixa a série na conclusão da temporada. Ela é substituída por Krista Vernoff, a showrunner de Grey's Anatomy.
A segunda temporada estrela Jaina Lee Ortiz como Tenente Andrea "Andy" Herrera, Jason George como Benjamin "Ben" Warren, Grey Damon como Tenente Jack Gibson, Barrett Doss como Victoria "Vic" Hughes, Alberto Frezza como Ryan Tanner, Jay Hayden como Travis Montgomery, Okieriete Onaodowan como Dean Miller, Danielle Savre como Tentente Maya Bishop, Miguel Sandoval como Capitão Pruitt Herrera e Boris Kodjoe como Capitão Robert Sullivan.
A temporada terminou com uma média de 7.37 milhões de espectadores e ficou classificada em 53.º lugar na audiência total e classificada em 36.º no grupo demográfico de 18 a 49 anos.

## Enredo
A série segue um grupo de bombeiros heroicos do Corpo de Bombeiros de Seattle na Estação 19, desde o capitão até o mais novo recruta em suas vidas pessoais e profissionais.
A segunda temporada encontra nossa equipe lutando com as consequências do incêndio mortal. A vida de seu ex-capitão, Pruitt (Miguel Sandoval), está em jogo após grandes complicações de saúde. Não mais um novato, Ben (Jason George) procura seu lugar na equipe. Maya (Danielle Savre), Vic (Barrett Doss) e Dean (Okieriete Onaodowan) são testados além de seus limites. E se tudo isso não foi suficiente para Andy, sua complicada relação com o policial Ryan (Alberto Frezza) se torna ainda mais complexa à medida que seu caminho se cruza com o da estação. A tripulação da Estação 19 receberá um novo companheiro de equipe, um bombeiro experiente (Boris Kodjoe) com um passado misterioso. A segunda temporada também contará com mais elementos de crossover com a série principal da ABC, Grey's Anatomy. Os médicos mais brilhantes de Seattle colidirão com os bombeiros mais ousados de Seattle de maneiras inesperadas enquanto trabalham lado a lado para salvar vidas.

## Elenco e personagens
| - Jaina Lee Ortiz como Andrea "Andy" Herrera - Jason George como Benjamin "Ben" Warren - Grey Damon como Jack Gibson - Barrett Doss como Victoria "Vic" Hughes - Alberto Frezza como Ryan Tanner - Jay Hayden como Travis Montgomery - Okieriete Onaodowan como Dean Miller - Danielle Savre como Maya Bishop - Miguel Sandoval como Pruitt Herrera - Boris Kodjoe como Robert Sullivan | - Brett Tucker como Lucas Ripley - Sterling Sulieman como Grant - Dermot Mulroney como Greg Tanner | - Chandra Wilson como Dra. Miranda Bailey |

### Participação
- Giacomo Gianniotti como Dr. Andrew DeLuca
- Vanessa Marano como Molly
- Kelly McCreary como Dra. Maggie Pierce[11]
- Flex Alexander como Evan Forrester
- Leah Lewis como Shannon
- Lisseth Chavez como Kathleen Noonan
- JoBeth Williams como Reggie[15]
- Barbara Eve Harris como Ifeya Miller
- Jeffrey D. Sams como Bill Miller
- Birgundi Baker como Yemi Miller[16]
- Chelsea Harris como Nicole
- BJ Tanner como William George "Tuck" Bailey Jones
- Jake Borelli como Dr. Levi Schmitt[11]
- Nyle DiMarco como Dylan[17]
- Patrick Duffy como Terry[17]
- Bre Blair como Jennifer Ripley

Nota de elenco
1. ↑  Boris Kodjoe é creditado como principal de 2.07 em diante. De 2.01 a 2.06 ele é creditado como convidado (Guest Star).

## Episódios
| N.º na série | N.º na temp. | Título                     | Dirigido por     | Escrito por                 | Exibição original      | Audiência (milhões) |
| --- | ------------ | -------------------------- | ---------------- | --------------------------- | ---------------------- | ------------------- |
| 11 | 1            | "No Recovery"              | Paris Barclay    | Stacy McKee                 | 4 de outubro de 2018   | 5.17                |
| Após a explosão, Andy desobedece as ordens de Ripley e volta para procurar Jack acompanhada por Maya. Depois de salvar uma vítima, Dean também volta contra as ordens de Ripley para salvar Jack, mas ele acaba ajudando Victoria a salvar Travis. Ben consegue salvar Molly enquanto Andy e Maya salvam Jack. Travis e Molly são levados para o Grey Sloan Memorial. Enquanto espera, Ben conversa com a mãe de Molly e descobre que Victoria o culpa por deixar Travis. No entanto, ela o perdoa quando vê como ele está inconsolável ao descobrir sobre a morte de Molly na mesa de operações. Enquanto isso, Travis passa por uma cirurgia de alto risco e depois se recupera. Pruitt se recupera e Andy é informada de que está perto da remissão, mas Ryan mantendo sua deterioração em segredo dela os leva a decidir quebrar seu padrão de busca de conforto um com o outro. A tripulação da estação é apresentada ao seu novo e difícil capitão: Robert Sullivan. Enquanto isso, flashbacks detalham as origens das amizades próximas entre Maya e Andy, Dean e Jack, e Victoria e Travis. |              |                            |                  |                             |                        |                     |
| 12 | 2            | "Under the Surface"        | Milan Cheylov    | Tia Napolitano              | 11 de outubro de 2018  | 6.54                |
| Dean chama a Dra. Maggie Pierce para sair. Andy decide impressionar o novo capitão. Com Pruitt se aproximando da remissão, Andy decide se mudar e aceita a oferta de Maya para vir morar com ela. A equipe começa a resgatar um garoto que fugiu do Grey Sloan e caiu nos canos do sistema de drenagem enquanto era perseguido por Ryan e sua equipe. Andy tenta uma jogada arriscada para salvar o garoto, mas deixa de lado uma Maya preparada ao fazer isso, resultando em uma briga entre as duas, bem como uma repreensão de Sullivan para Andy. Depois de se juntar aos bombeiros na cena do resgate com o Dr. Andrew DeLuca, Maggie recusa Dean, mas ele a deixa saber que sua oferta ainda está de pé, caso ela fique sem namorado. Travis visita a estação e é levado para a ação de resgate. Ben é colocado em serviço administrativo por não seguir o protocolo e Pruitt fica ofendido quando Sullivan sugere que ele se aposente. Este episódio conclui um crossover com Grey's Anatomy que começa em "Momma Knows Best". |              |                            |                  |                             |                        |                     |
| 13 | 3            | "Home to Hold Onto"        | Tessa Blake      | Anupam Nigam                | 18 de outubro de 2018  | 4.16                |
| O corpo de bombeiros está em alerta máximo enquanto o novo capitão dá ordens. Maya e Andy estão morando juntas. Atendendo a um chamado, uma velha fica presa e Andy entra para resgatá-la. Vic ainda está chateada com Travis por dizer a Ben para deixá-lo morrer no incêndio do arranha-céu, colocando os dois em desacordo. Enquanto isso, um passeio policial se transforma em uma breve parceria quando Ryan leva um membro improvável da equipe com ele. |              |                            |                  |                             |                        |                     |
| 14 | 4            | "Lost and Found"           | Marcus Stokes    | Jim Campolongo              | 25 de outubro de 2018  | 5.02                |
| Sullivan atribui a cada membro da tripulação uma habilidade especial para aprender. Ryan é pego de surpresa quando fica cara a cara com alguém de seu passado. Sullivan, Andy e Maya lidam com um incêndio na estrutura de um prédio abandonado. |              |                            |                  |                             |                        |                     |
| 15 | 5            | "Do a Little Harm..."      | Sylvain White    | Angela L. Harvey            | 1 de novembro de 2018  | 4.89                |
| O Capitão Sullivan continua seus esforços para reunir os bombeiros e os departamentos de polícia, organizando um seminário de treinamento que não sai como planejado. Quando Bishop parece não levar isso a sério, Sullivan grita com ela. Ripley manda Sullivan para casa. Flashbacks mostram a história do relacionamento de Sullivan e Ripley. Montgomery tenta adicionar mais emoção em seu relacionamento com Grant. Bishop está se candidatando a tenente. Os pais de Miller querem que ele ingresse nos negócios da família. A preocupação de Bailey com o trabalho de Warren está afetando sua saúde, e ele decide se mudar temporariamente. Gibson dá uma festa de aniversário para Miller. Hughes flerta com Ripley na festa e eles acabam na cama juntos. |              |                            |                  |                             |                        |                     |
| 16 | 6            | "Last Day on Earth"        | Steve Robin      | Phillip Iscove              | 8 de novembro de 2018  | 5.10                |
| O pai de Ryan, Greg, aparece na delegacia ferido, e Andy e Bishop o tratam. Ryan chega e descobre que Greg está com problemas legais. Quando Greg desmaia, ele é enviado para um hospital. Sullivan pede conselhos a Pruitt sobre como se conectar com sua equipe. Pruitt diz para colocar a pessoa que é a cola da equipe ao seu lado, então Sullivan convida Andy para conversar com ele. Hughes pede conselhos sobre relacionamento a Gibson depois de dormir com Ripley. Depois de se separar de sua esposa, Warren está dormindo na estação, então ele é convidado para morar com Miller e Gibson. |              |                            |                  |                             |                        |                     |
| 17 | 7            | "Weather the Storm"        | Oliver Bokelberg | Stacy McKee                 | 15 de novembro de 2018 | 5.91                |
| Com uma tempestade de vento sobre Seattle, o Friendsgiving da equipe na casa de Dean é interrompido e transferido para a estação. Andy e Sullivan saem na ambulância para ajudar uma vítima de atropelamento e fuga. Ao descobrir que o acidente aconteceu exatamente no mesmo local onde sua esposa morreu, Sullivan tem problemas para se controlar, enquanto uma falha na conexão os deixa sem saber qual hospital ainda está acessível. O resto da equipe se dirige para libertar um homem que ficou preso sob uma porta de carro desmoronada. No local, a situação piora quando a fiação elétrica destruída causa um incêndio na casa. De volta à estação, Jack não consegue esconder seu TEPT de Pruitt após um confronto. Enquanto isso, Ryan descobre que o FBI emitiu um mandado de prisão para seu pai, deixando-o sem saber se deve agir ou não. Ripley e Vic tentam esconder seu relacionamento enquanto ele passa o dia na estação. Durante o jantar, ele anuncia que Maya será promovida a Tenente, embora a promoção requeira que ela se mude para a Estação 23. Maya liga para Andy para contar a ela, mas Andy está inacessível porque a ambulância foi lançada para fora da estrada em um barranco. |              |                            |                  |                             |                        |                     |
| 18 | 8            | "Crash and Burn"           | Paris Barclay    | Tia Napolitano              | 7 de março de 2019     | 5.24                |
| Andy tem que cuidar de Sullivan e de sua paciente, Shannon, na ambulância acidentada. Como Sullivan não consegue mexer as pernas, Andy tem que manter Shannon viva e subir a colina para colocar um sinalizador sozinha. De volta à estação, Pruitt exige que os bombeiros façam uma intervenção para Jack, que começa a atacar. Travis termina com Grant. Assim que ficam sabendo que a ambulância nunca chegou ao hospital, a equipe inicia uma missão de busca e resgate bem-sucedida. Ryan decide deixar seu pai ir embora. Quatro meses depois, Andy recebe uma Medalha de Valor, embora ela não ache que a mereça. O relacionamento de Vic e Ripley continua a crescer, enquanto Jack começa a terapia. |              |                            |                  |                             |                        |                     |
| 19 | 9            | "I Fought the Law"         | Sydney Freeland  | Barbara Kaye Friend         | 14 de março de 2019    | 5.02                |
| Andy, Maya e Dean encontram uma mulher ferida que parece ter amnésia, mas depois descobrem que ela era uma fugitiva que queria ver seu filho. Sullivan, Ben e Jack quase se aproximam enquanto tratam de um paciente. Ryan pode não ter visto o último dia de seu pai. |              |                            |                  |                             |                        |                     |
| 20 | 10           | "Crazy Train"              | Daryn Okada      | Anupam Nigam                | 21 de março de 2019    | 5.55                |
| Jack e Maya são chamados para tratar ferimentos leves em um trem de metrô parado, mas descobrem que uma doença contagiosa pode estar se espalhando entre os passageiros, então eles iniciam uma quarentena, para o desespero de alguns passageiros. Enquanto trabalham juntos para evitar uma crise em meio a várias crises médicas, o TEPT de Jack está se aproximando. Andy e Victoria fazem um tour para Kathleen, uma cadete da Academia de Bombeiros que está prestes a desistir, e dão dicas para se manter firme como uma mulher no difícil programa de treinamento. Enquanto isso, os homens descobrem um lado mais alegre de Sullivan quando ele ajuda a repintar o apartamento de Travis. Jack e Maya comemoram seu dia de sucesso juntos no chuveiro. Pruitt força Ryan a examinar potenciais compradores para sua casa. |              |                            |                  |                             |                        |                     |
| 21 | 11           | "Baby Boom"                | Marcus Stokes    | Molly Green & James Leffler | 28 de março de 2019    | 5.44                |
| A estação está abalada quando uma jovem bate um trailer no prédio. Enquanto a equipe trabalha para estabilizar a estrutura, Ben trabalha para estabilizar a mãe da menina que está tendo convulsões, ganhando sua bênção de Sullivan para se candidatar ao Medic One. Andy cuida da menina, cuja insulina é possivelmente perturbada pelo acidente. Mais tarde, a garota desmaia. Além disso, Ripley trabalha com Travis e descobre que ele sabe sobre seu envolvimento com Victoria, provocando uma briga entre o novo casal. Mais tarde, um bebê é deixado na recepção, forçando os bombeiros a se revezarem no serviço de babá, o que surte um efeito surpreendente na inicialmente amarga Maya. Enquanto isso, Jack e Dean jantam com a família de Dean, que desaprova a escolha da carreira de Dean. A irmã de Dean, Yemi, solta a bomba que ela também quer se mudar. A fim de convencer seus pais a dar-lhe o mesmo apoio que ele tinha, Dean concorda em ir a encontros com mulheres adequadas da escolha de sua mãe. |              |                            |                  |                             |                        |                     |
| 22 | 12           | "When It Rains, It Pours!" | Ellen Pressman   | Trey Callaway               | 4 de abril de 2019     | 5.26                |
| Dean tem uma série de encontros ruins com mulheres que desaprovam o combate a incêndios. Andy se depara com Pruitt e Reggie e se esforça para aceitá-lo seguindo em frente, um sentimento com que Robert está familiarizado. A caminho de casa, Victoria, doente, testemunha um acidente de carro envolvendo uma mulher em trabalho de parto. Ela trabalha para manter o casal seguro na chuva e se prepara para o parto iminente. Ripley encontra-se na necessidade de conversar e confiar em seu velho amigo Sullivan. Jack confidencia a Maya que os problemas da família de Dean fazem com que ele se pergunte sobre seus próprios pais. Enquanto Maya está ansiosa para ajudá-lo, ele não quer atuar sobre isso ainda, causando atrito entre eles. Após o resgate, Victoria enfrenta sua briga com Ripley e eles concordam em resolver as coisas. Ryan termina seu envolvimento com Andy a favor de um segundo encontro com sua colega policial Jenna. |              |                            |                  |                             |                        |                     |
| 23 | 13           | "The Dark Night"           | Stacey K. Black  | Phillip Iscove              | 11 de abril de 2019    | 5.38                |
| Há um apagão em Seattle que cria situações perigosas por toda a cidade. A equipe é chamada a um prédio de apartamentos para ajudar a localizar uma garota asmática desaparecida. Andy convence Sullivan a deixar a cadete Kathleen vir de carona para reacender seu amor pelo combate a incêndios depois que sua melhor amiga abandonou a Academia. Tanner, Jack, Andy e uma mulher da polícia a procuram no prédio. Eles finalmente localizam a garota desaparecida presa em uma lavadora industrial, mas um vazamento de gás os impede de usar as ferramentas habituais. Enquanto isso, Ben, Travis e Vic lutam para manter um paciente com câncer de pulmão terminal vivo sem eletricidade e, embora o homem deseje morrer, sua filha tem dificuldade em aceitar a assinatura de um DNR. Maya sugere que Dean a use como uma namorada falsa para tirar sua mãe de cima dele, o que faz Jack ver como ela é ótima. A recente viagem de Pruitt ao Havaí e a mudança de emprego inspira Ripley a ir atrás do que deseja. Andy e Sullivan constroem sua amizade, enquanto Andy também faz amizade com Jenna. |              |                            |                  |                             |                        |                     |
| 24 | 14           | "Friendly Fire"            | DeMane Davis     | Jim Campolongo              | 18 de abril de 2019    | 4.96                |
| Ripley e Vic estão considerando a opção maluca de se casar para salvar seu relacionamento. A Estação 19 é chamada para lidar com um incêndio estrutural em uma usina de processamento de café. A equipe resgata os bombeiros da Estação 42, mas o capitão da 42 está preso no prédio, então Ripley arrisca sua vida para salvá-lo. Andy fica surpresa ao descobrir sobre o relacionamento secreto de Maya e Jack. Pruitt assume um novo emprego. |              |                            |                  |                             |                        |                     |
| 25 | 15           | "Always Ready"             | Nicole Rubio     | Tia Napolitano              | 2 de maio de 2019      | 6.39                |
| Ripley fugiu do Grey Sloan, querendo encontrar Vic (que está ignorando suas ligações, pensando que ele deu um bolo nela na lanchonete). Maggie Pierce descobriu que a condição de Ripley é muito mais grave do que parece. Andy, Sullivan e Ben procuram Vic para explicar a situação a ela, mas ela se jogou em um chamado que precisa que ela suba em uma torre de celular para salvar uma mulher alterada em crise. A equipe consegue informar Vic e levá-la às pressas para o hospital, onde a irmã de Ripley - que não sabe do pedido de casamento - não quer que Pierce atualize ninguém além dela sobre a condição de Ripley. Andy encontra Vic em uma sala de gritos, e Pierce explica à irmã de Ripley que ele está pedindo para Vic aceitar sua proposta de casamento, levando sua irmã a permitir que Vic entre na sala. Ripley logo morre nos braços de Vic, com os bombeiros de Seattle chocados. Este episódio conclui um crossover com Grey's Anatomy que começa em "What I Did for Love". |              |                            |                  |                             |                        |                     |
| 26 | 16           | "For Whom The Bell Tolls"  | Tessa Blake      | Barbara Kaye Friend         | 9 de maio de 2019      | 5.05                |
| A Estação 19 é chamada para organizar seu equipamento para fornecer e ajudar em um grande incêndio florestal em Los Angeles; Ryan diz a Andy que se mudará para San Diego para um programa de formação paramédica, com sua nova namorada Jenna. Nesse ínterim, Vic não aceita a morte de Ripley e ela não quer ir ao funeral, então ela discute com Travis, que tenta ajudá-la. Cada bombeiro na Estação 19 está chocado com esta perda e Sullivan tem que escrever o elogio fúnebre. Durante o dia, Andy e Ben respondem a um homem empalado por um lustre e salvam sua vida. No final, Vic vai para a cerimônia, que é muito triste, mas também bonita, então ela vai para o lugar favorito dela e de Ripley, onde ela começa a aceitar sua perda. Maya e Andy fazem as pazes. À noite, um Travis bêbado dá um soco em outro bombeiro que disse coisas depreciativas sobre Vic. |              |                            |                  |                             |                        |                     |
| 27 | 17           | "Into the Wildfire"        | Paris Barclay    | Stacy McKee                 | 16 de maio de 2019     | 4.82                |
| Maya e Jack tornam seu relacionamento público. Ryan se prepara para se mudar para San Diego para o Programa Tático de Paramédicos. A Estação 19 é chamada para ajudar no combate a um incêndio florestal em Los Angeles e é designada para proteger um bairro remoto. Enquanto estão lá, eles se unem aos residentes experientes em incêndios florestais, Terry e Maria. Terry fica com a mão presa em uma roçadeira, fazendo com que Ben ampute sua mão. Dean luta para fazer Vic ver a luz na escuridão. Mudanças repentinas na direção do vento isolam a vizinhança do resto dos bombeiros conforme o incêndio se aproxima, forçando o grupo a recuar. Uma experiência de quase morte aproxima ainda mais Andy e Sullivan. A equipe sai viva bem a tempo, graças às instruções de um bombeiro surdo local chamado Dylan, que compartilha um beijo com Travis. De volta a Seattle, Maya conhece a namorada de Dean, Nikki, que acaba sendo uma de suas ex. Travis é preso quando o bombeiro que ele agrediu presta queixa. Andy e Sullivan cedem à atração entre eles, mas Sullivan para ao sentir dormência na perna. A amputação improvisada de Ben faz com que o inspetor do Medic One dê uma olhada mais de perto em sua carreira cirúrgica, que revela vários outros movimentos impulsivos, ameaçando a aceitação de Ben no programa. |              |                            |                  |                             |                        |                     |

## Produção

### Desenvolvimento
A ABC renovou oficialmente a Station 19 para uma segunda temporada em 11 de maio de 2018. Shonda Rhimes e Betsy Beers permaneceram como produtoras executivas, Paris Barclay permaneceu como produtor executivo e diretor de produção, e Stacy McKee permanceu como showrunner. Inicialmente, apenas 13 episódios haviam sido encomendados oficialmente, mas a série recebeu um pedido de mais quatro episódios em 19 de outubro de 2018. Os roteiristas começaram a trabalhar nesta temporada em 30 de maio de 2018. As filmagens da temporada começaram em 26 de julho de 2018 e terminaram em 13 de abril de 2019. Stacy McKee, a criadora da série atua como a showrunner durante toda a temporada, porém com esta sendo a última. McKee optou por não renovar seu contrato com a ABC, dizendo que aproveitaria a oportunidade para se mover em outra direção. McKee sentiu que tinha conseguido o que ela se propôs a fazer, que era lançar com sucesso Station 19 através de duas temporadas completas.

### Casting
Todo o elenco principal da primeira temporada voltou para a segunda. Brett Tucker e Sterling Sulieman continuaram seus papéis recorrentes como Chefe Ripley e Grant, o interesse amoroso de Travis, desde a primeira temporada. Em 19 de julho de 2018, foi anunciado que Boris Kodjoe integraria o elenco recorrente de Station 19 como bombeiro com um passado misterioso que está voltando para o Corpo de Bombeiros de Seattle. Em 9 de outubro de 2018 foi anunciado que Kodjoe havia sido promovido ao elenco principal da série. Em 4 setembro de 2018, foi anunciado que Dermot Mulroney teria um papel recorrente na segunda temporada com o seu personagem sendo o pai de Ryan Tanner. Em janeiro de 2019, JoBeth Williams foi escalado como alguém que agitaria as coisas para os personagens. Em 25 de março de 2019, foi anunciado que Birgundi Baker teria um papel recorrente como Yemi Miller, irmã de Dean. Sua personagem foi introduzida no episódio "Baby Boom" Em 25 de abril de 2019, Nyle DiMarco e Patrick Duffy foram escalados para o season finale "Into the Wildfire como Dylan e Terry, respectivamente. Além disso, Kelly McCreary e Jake Borelli fizeram aparições como seus personagens de Grey's Anatomy em um evento crossover.

### Roteiro
Com a renovação de Station 19, vieram novidades quanto ao roteiro. Em maio de 2018, o presidente da ABC Entertainment, Channing Dungey, declarou que "Estamos olhando para uma interação mais dinâmica entre as 20h e as 21h", fazendo referência a histórias cruzadas entre Grey's Anatomy e Station 19. Sobre o tema da 2ª temporada, McKee brincou, na época, que "haverá a mesma quantidade de coração, humor e ação, além de muito mais. Agora conhecemos os personagens... podemos cavar ainda mais fundo. Nós mal arranhamos a superfície." Sobre o cruzamento de Station 19 com a série mãe, McKee confirmou que tais interações "definitivamente" aconteceriam. Ela ainda declarou que:
Era muito importante que este show funcionasse como uma peça companheira de Grey's, mas também tivesse uma voz muito distinta. É sobre ser uma boa irmã para Grey's, mas uma irmã com um pouco de borda. A única coisa boa sobre os tipos de histórias que contamos é que elas se despedem de incêndios e há muito mais ação do que normalmente há em um episódio de Grey's Anatomy, e isso aumenta automaticamente as apostas em termos de contar histórias. É manter o mesmo tom e sensibilidade, mas aumentar um pouco as coisas.— Stacy McKee

## Recepção

### Audiência
A temporada foi a sétima série de televisão com roteiro mais assistida da ABC durante a temporada de transmissão de 2018–2019 no grupo demográfico de 18 a 49 anos. Ao longo de sua transmissão, na audiência do mesmo dia de transmissão, a temporada teve média de 0.95 rating no grupo demográfico de 18-49 anos e 5.29 milhões de telespectadores, queda de 9 e alta de 0,4 por cento, respectivamente, em relação à temporada anterior. Na audiência ao vivo+7 dias, a temporada teve média de 1.6 rating no grupo demográfico de 18-49 anos e 7.66 milhões de telespectadores, uma queda de 11 e 2 por cento, respectivamente, em relação à primeira temporada.
| №  | Título                     | Exibição original      | Rating/share (18–49) | Audiência (em milhões) | DVR (18–49) | Audiência em DVR (milhões) | Total (18–49) | Audiência total (em milhões) |
| -- | -------------------------- | ---------------------- | -------------------- | ---------------------- | ----------- | -------------------------- | ------------- | ---------------------------- |
| 1  | "No Recovery"              | 4 de outubro de 2018   | 1.1/5                | 5.17                   | 0.6         | 2.36                       | 1.7           | 7.53                         |
| 2  | "Under the Surface"        | 11 de outubro de 2018  | 1.3/5                | 6.54                   | 0.9         | 2.75                       | 2.2           | 9.29                         |
| 3  | "Home to Hold Onto"        | 18 de outubro de 2018  | 0.8/3                | 4.16                   | 0.7         | 2.25                       | 1.5           | 6.40                         |
| 4  | "Lost and Found"           | 25 de outubro de 2018  | 0.9/4                | 5.02                   | 0.6         | 2.16                       | 1.5           | 7.19                         |
| 5  | "Do a Little Harm..."      | 1 de novembro de 2018  | 0.9/4                | 4.89                   | 0.7         | 2.32                       | 1.6           | 7.21                         |
| 6  | "Last Day on Earth"        | 8 de novembro de 2018  | 1.0/5                | 5.10                   | 0.7         | 2.38                       | 1.7           | 7.48                         |
| 7  | "Weather the Storm"        | 15 de novembro de 2018 | 1.2/5                | 5.91                   | 0.7         | 2.40                       | 1.9           | 8.31                         |
| 8  | "Crash and Burn"           | 7 de março de 2019     | 0.9/4                | 5.24                   | 0.7         | 2.54                       | 1.6           | 7.78                         |
| 9  | "I Fought the Law"         | 14 de março de 2019    | 0.8/4                | 5.02                   | 0.6         | 2.34                       | 1.4           | 7.30                         |
| 10 | "Crazy Train"              | 21 de março de 2019    | 0.9/4                | 5.55                   | 0.6         | 2.27                       | 1.5           | 7.82                         |
| 11 | "Baby Boom"                | 28 de março de 2019    | 1.0/5                | 5.44                   | 0.6         | 2.29                       | 1.6           | 7.74                         |
| 12 | "When It Rains, It Pours!" | 4 de abril de 2019     | 0.9/4                | 5.26                   | 0.6         | 2.38                       | 1.5           | 7.64                         |
| 13 | "The Dark Night"           | 11 de abril de 2019    | 0.9/5                | 5.38                   | 0.6         | 2.15                       | 1.5           | 7.53                         |
| 14 | "Friendly Fire"            | 18 de abril de 2019    | 0.8/4                | 4.96                   | 0.6         | 2.24                       | 1.4           | 7.21                         |
| 15 | "Always Ready"             | 2 de maio de 2019      | 1.2/6                | 6.39                   | 0.9         | 2.70                       | 2.1           | 9.10                         |
| 16 | "For Whom The Bell Tolls"  | 9 de maio de 2019      | 0.9/4                | 5.05                   | 0.7         | 2.44                       | 1.6           | 7.50                         |
| 17 | "Into the Wildfire"        | 16 de maio de 2019     | 0.8/4                | 4.82                   | 0.7         | 2.42                       | 1.5           | 7.25                         |

Notas
1. ↑  Nas classificações da Nielsen, rating é uma fração do número total de residências com televisores em comparação com o número de aparelhos de televisão sintonizados em um programa específico.[43]
2. ↑  Os dados Ao vivo + 7 dias incluem o número de telespectadores que assistem aos episódios dentro de sete dias de sua transmissão original por meio de DVR e streaming de vídeo sob demanda.[45]